# 宙士諾德
《宙士諾德》，又譯作《飞天诺德》、《宙士雷德！》，是日本小說家赤松中學的第一部作品，為科幻輕小說。由bomi負責插畫。曾榮獲第三屆MF文庫J新人優秀大獎。全3集（2007年－2008年），由尖端出版社發行。
故事雖涉及到太陽系行星以及天文，但部分內容與現實天文有明顯差異。例如：八大行星的排列順序、金星的組成構造與生物等等。第一集中談及到時光逆流的學問。

## 情節
宙士，意為宇宙航士。成為宙士後探索其他星球是一小部份人的夢想，但是在這個世界中被大多數人認為是一種荒謬甚至是尋死的行為，因此被世人極力反對。

「這是一個魔法與科學並存的不可思議的世界！」。 
　　只有勤奮和運動神經可取的少年諾德，對青梅竹馬、擁有魔法陣師頭銜的蕾碧亞抱有戀心，愛在心裡口難開的日子一天天過去。某天，諾德突然決定要前往月球。他不顧蕾碧亞的不解，和同樣以月球為目標的娜基亞蜜一同參加了卡魯尼亞王國的宙士選拔考試，想要挑戰「月面踏破計畫」。
　　究竟諾德能否到達月球？他不顧一切要登陸月球的理由又是？
　　諾德為了青梅竹馬的魔法陣師蕾碧亞，特別加蓋了新房間想要送給她當禮物。諾德夢想兩人可以因此同居，然而一位神祕少女闖入，害蕾碧亞因而誤會諾德和少女有曖昧關係，而且少女還帶來驚人消息，有一顆巨大隕石將會撞擊地球！
　　諾德是否能阻止隕石墜落？還有他是否能和心愛的蕾碧亞同居呢？
　　諾德正在找機會想對青梅竹馬的魔法陣師蕾碧亞告白。然而就在某天，年輕國王突然看上了蕾碧亞，還向她求婚。諾德自然藏不住心中的動搖。屋漏偏逢連夜雨，此時大王居然下令要諾德去火星。
　　諾德和蕾碧亞的戀情究竟何去何從？還有在火星等待諾德的將會是……？

## 登場人物
諾德（Noto）：勤奮的十六歲少年，會使用名為「戀人共感」的小魔法。為了某個目的，不顧青梅竹馬蕾碧亞的反對，只一心想成為宙士、前往月球。喜歡蕾碧亞。諾德的意思為「X」，即指他頭上一個交叉的大傷疤。
蕾碧亞（Renvia）：諾德的青梅竹馬，擁有魔法陣師頭銜。很受大家歡迎。
娜基亞蜜（Nakiami）：來自深山的拉達拉族人，計算方面的天才。同時也是諾德的夥伴。
莎蓓菈（Savera）：卡魯尼亞王國的天宙將軍，作風強硬，為宙士測考官兼諾德的指導者。
盧鏡（Luegene）：高聎的美男子，宮廷魔導師之長，擁有不為人知的一面。
尤昂（Yuan）：東方霸陽帝國的小不點女帝，非常喜歡祭典。
雅蘿蓮（Aloren）：卡魯尼雅的宮廷魔女，對宇宙似乎很感興趣。
菈琪莎美（Rakizami）:
露迦（Luga）:
雷特萊亞思（Redrius）:鄰國國王，對蕾碧亞心懷不軌。

## 出版
| 集數 | 標題         | 日本發行日 | 日本ISBN               | 台灣發行日    | 台灣ISBN               |
| ---- | ------------ | ---------- | ---------------------- | ------------- | ---------------------- |
| 1    | 月面踏破計畫 | 2007年11月 | ISBN 978-4-8401-2082-1 | 2011年7月19日 | ISBN 978-957-10-4574-0 |
| 2    | 星塵中的少女 | 2008年1月  | ISBN 978-4-8401-2130-9 | 2011年8月16日 | ISBN 978-957-10-4573-3 |
| 3    | 登上火星     | 2008年4月  | ISBN 978-4-8401-2307-5 | 2011年9月1日  | ISBN 978-957-10-4622-8 |